# Oxberg, Mora kommun
Oxberg är en småort i nordvästra delen av Mora socken i Mora kommun i Dalarna.
Oxberg ligger på bägge sidor om Dysån alldeles väster om dess utflöde i Österdalälven. Strax väster om byn ligger Oxbergssjön (201 m ö.h.)

## Befolkningsutveckling
| Befolkningsutvecklingen i Oxberg 1960–2015    | Befolkningsutvecklingen i Oxberg 1960–2015 | Befolkningsutvecklingen i Oxberg 1960–2015 | Befolkningsutvecklingen i Oxberg 1960–2015 | Befolkningsutvecklingen i Oxberg 1960–2015 |
| --------------------------------------------- | ------------------------------------------ | ------------------------------------------ | ------------------------------------------ | ------------------------------------------ |
|                                               |                                            |                                            |                                            |                                            |
| År                                            |                                            |                                            | Folkmängd                                  | Areal (ha)                                 |
| 1960                                          | 1960                                       |                                            | 271                                        |                                            |
| 1965                                          | 1965                                       |                                            | 224                                        |                                            |
| 1970                                          | 1970                                       |                                            | 231                                        |                                            |
| 1990                                          | 1990                                       |                                            | 183                                        | 140#                                       |
| 1995                                          | 1995                                       |                                            | 166                                        | 98#                                        |
| 2000                                          | 2000                                       |                                            | 156                                        | 97#                                        |
| 2005                                          | 2005                                       |                                            | 156                                        | 98#                                        |
| 2010                                          | 2010                                       |                                            | 140                                        | 97#                                        |
| 2015                                          | 2015                                       |                                            | 140                                        | 108#                                       |
| Anm.: Upphörde som tätort 1975. # Som småort. |                                            |                                            |                                            |                                            |

## Samhället

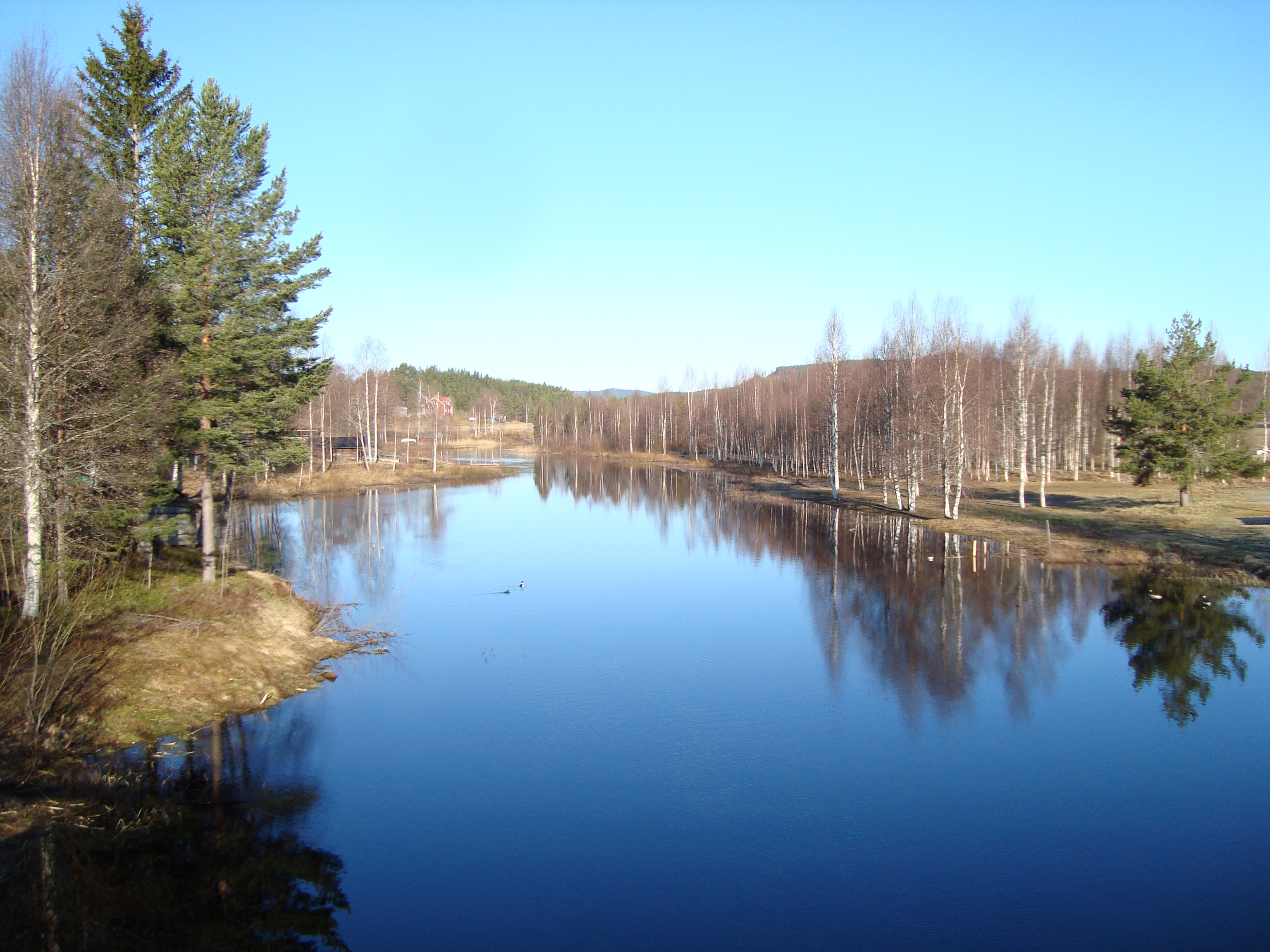
Dysån flyter genom Oxberg.

Oxberg är mest känt för att Vasaloppet går genom orten och har en matkontroll här. Den är numera också startplats för Tjejvasan, Kortvasan och Halvvasan.
I Oxberg finns en bygdegård (den gamla skolan) samt den så kallade Oxbergsgården (den gamla stationen längs Älvdalsbanan). Här ligger även Oxbergs kapell.
Vid Oxberg finns även en av Sveriges få kombinerade bil- och järnvägsbroar, Oxbergsbron.

## Näringsliv
I Oxberg grundades 1926 Gunnar Anderssons Vävskedsfabrik AB (GAV). Sedan 1999 tillverkar man även vävstolar under namnet GAV Glimåkra AB.
Här låg stenhuggarfirman Alfred Nilssons Granit & Porfyrsliperi, som var verksam från 1920-talet till 1960-talet. Det var tre bröder som drev den och där höggs Vasaloppsstenen, monumentet i Gesundagranit på Zorns grav, dopfunten i Sollerö kyrka och dopfunten i Särna kyrka av Särnaporfyr.